# Nomosphecia macrodus
Nomosphecia macrodus är en stekelart som först beskrevs av Krieger 1906.  Nomosphecia macrodus ingår i släktet Nomosphecia och familjen brokparasitsteklar. Utöver nominatformen finns också underarten N. m. flavithorax.